# Epinephelus akaara
Epinephelus akaara é uma espécie de peixe da família Serranidae.
Pode ser encontrada nos seguintes países: China, Japão, Coreia do Norte, Taiwan e possivelmente em Vietname.
Os seus habitats naturais são: mar costeiro e recifes de coral.